# Colostygia interrupta
Colostygia interrupta là một loài bướm đêm trong họ Geometridae.